# Татарское Урайкино
Татарское Урайкино — село в Старомайнском районе Ульяновской области России, административный центр Урайкинского сельского поселения.

## География
Расположено в 28 км к юго-востоку от Старой Майны и в 57 км от Ульяновска, на реке Красной (приток р. Майны).

## Название
Название имеет фамильную основу. В 1680-х годах дворяне братья Алка и Кондарка Ураевы из деревни Алмендяре Свияжского уезда получили здесь земли.

## История
Татарское Урайкино основали в 1680-е годы — служилые татары из Свияжского уезда, получившие здесь землю по челобитной за несение сторожевой службы. Дворяне братья Алка и Кондарка Ураевы из деревни Алмендяре Свияжского уезда получили здесь по 50 четвертей в каждом из трёх полей. Поселение получило название по первым поселенцам — деревня Ураево. В 1692 году к ним присоединились 30 поселенцев выходцы из Алатырского уезда.
Когда появилась русская деревня, которая называлась по земельному участку — Урайкино. Чтобы различить деревни, к ним пришлось добавить приставки: русскую деревню назвали Русское Урайкино, а татарскую — Старой Урайкино, затем в Татарское Урайкино (в советское время — Татурайкино).
Деревня Ураево (Урайкино), заселённая ясачными татарами, располагалась на левом берегу речки Красной, а позднее на её правом берегу появляется другая самостоятельная деревня — Уразгильдино; с тех пор Урайкино называли «Старой» деревней, а Уразгильдино — «Новой» (в 1940 году объединены в одно село).
В 1780 году деревня Урайкино вошла в состав Ставропольского уезда Симбирского наместничества.
В начале XIX века на новое место жительства переехала часть жителей деревни, где основали новую деревню, поэтому деревня стала называться Старое Урайкино, а новая деревня — Новое Урайкино, ныне Новоурайкино.
В 1851 году деревня Урайкино вошла в состав Ставропольского уезда Самарской губернии.
В 1861 году деревня вошла в состав Помряскинской волости (с. Ясачное Помряскино).
В 1900 году в Тат. Урайкине построена деревянная начальная школа.
В 1908 году 570 переселенцев из Уразгильдино переселяются на новые земли, где образовали на реке Калмаюр деревню с тем же названием — Уразгильдино (ныне в Калмаюрском сельском поселении Чердаклинского района).
В 1918 году в Тат. Урайкино был образован сельский Совет, к которому относилась и деревня Уразгильдино.
В 1930 году в деревне Тат. Урайкино был образован колхоз «Кызыл Су» (Красная вода).
С апреля 1940 года деревни Татарское Урайкино и Уразгильдино были объединены в одну, под общим названием Татарское Урайкино. А 1951 году колхозы деревень объединились в один, который стал называться имени Молотова.
С Великой Отечественной войны не вернулось в родную деревню 157 человек.
В 1957 году колхоз имени Молотова переименован в колхоз «Кызыл Су».
В 1961 году колхоз «Кызыл Су» объединился с Помряскинским колхозом и стал называться имени Ленина.
17 февраля 1967 года колхоз имени Ленина разукрупнили, и вновь образованный Татурайкинский колхоз стал называться «50 лет Октября».
В 1970 году построен Дом культуры на 300 мест.
В 1974 году построена новая средняя школа на 640 ученических мест.
В 1988 году в деревне сгорела единственная из оставшихся мечетей.
В 1989 году построена новая кирпичная мечеть.

## Население
| Год  | Число дворов | Число жителей | Примечания                                                                                         |
| ---- | ------------ | ------------- | -------------------------------------------------------------------------------------------------- |
| 1780 |              | 190           | Ревизских душ: служилых татар — 121, крещеных татар — 12, помещиковых крестьян — 57.               |
| 1859 | 123          | 1215          | здесь же 2 мечети, училище. В деревне Уразгильдино 73 двора и 771 жителя, тоже 2 мечети и училище. |
| 1884 | 202          | 1174          | в Уразгильдино 308 дворов и 1620 жителей;                                                          |
| 1889 | 225          | 1553          | |
| 1900 | 261          | 1482          | 2 мечети, школа, 4 ветряных мельниц; В Уразгильдино — 2 мечети, школа, водяная мельница;           |
| 1910 | 335          | 1911          | 3 Мечети, магомет. школа, 4 ветр. мельницы; В Уразгильдино — 2 мечети, магом. школа.               |
| 1915 | 364          | 1967          | |
| 1926 | 306          | 1447          | в Уразгильдино на 306 дворов — 1454 жителя.                                                        |
| 1930 | 398          | 1841          | |
| 1959 |              | 2210          | В 1940 году в село вошло Уразгильдино.                                                             |
| 1979 |              | 1537          | |
| 1999 | 375          | 790           | |
| 2010 |              | 535           | |

## Известные уроженцы
- Родина кавалера трёх орденов Славы Бильданова Абдуллы Бильдановича, в селе ему установлен бюст.
- Заляй, Латыф Залялетдинович — филолог, доктор филологических наук (1954), профессор (1958).
- Деятели культуры: А. Г. Мазитов и С. К. Мавлютов.

## Достопримечательности
- Здание торговой лавки, нач. XX в.;[10]
- Бюст Б. А. Бильданову.
- Родник «дедушки Урая» («Урай бабай чишмәсе»)[11].
- Родник[12].

## Инфраструктура
Средняя школа, 2 мечети, усадьба колхоза «50 лет Октября» (ныне СКК «Кызыл-Су»).